# 鉄拳2
『鉄拳2』（Tekken2）は、1995年に稼働したナムコ（後のバンダイナムコエンターテインメント）の対戦格闘ゲーム。鉄拳シリーズの第2作目。『コミックゲーメスト』において式田典史による漫画版も連載された。SEX MACHINEGUNSの楽曲、『TEKKEN II』との関連性は特にない。

## 製品
- アーケード版：1995年8月稼働開始（SYSTEM11）
- アーケード版 Ver.B：1995年10月稼働開始（SYSTEM11）
- PlayStation版：1996年3月29日発売
- PlayStation 2版：2005年3月31日発売の『鉄拳5』に収録
- ゲームアーカイブス版:2006年11月22日配信
- FOMA903i用メガアプリ:2006年11月2日配信開始
- Zeebo版：2009年10月8日ブラジルにて配信

## 特徴
デフォルト状態で使用できるプレイヤーキャラクターは、新キャラクター「風間準」と「レイ・ウーロン」の2名を加えた10名。そして一八に代わり平八がデフォルトキャラクターに入り、入れ替わりで一八がボスキャラクターに移動した。また、本作から稼働時間の経過とともに中ボスやラストボスとして登場するキャラクターが使用可能となる「タイムリリースシステム」が正式に採用。タイムリリースキャラクターが一人でも解禁されると、デモ画面中に現在使用可能なキャラクターと人数が表示されるようになり、キャラクター選択画面においても、画面外にも選択できるキャラクターが存在し選べることを示す矢印が表示される。新規に追加されたキャラクターも、額からビームを出す「デビル」やその対となる「エンジェル」、ボクシンググローブをはめたカンガルー「ロジャー」など、前作よりも色モノキャラクターが増え、総勢23（別人だがコスチューム違いという扱いの同性能の2Pキャラクターを含めると25）キャラクターになった。アーケード版ではバランスを調整したVer.Bが後に稼働。
キャラクターのモデリングでは、前作『鉄拳』は手足を大きく強調した造形だったのに対し、本作は通常の人間の体形に近いバランスになった。また、前作では当時としても比較的滑らかな質感でモデリングされていたが、その分、一見してキャラクターが3D描画されていることが伝わりづらかったことから、本作ではポリゴンにフラットシェーディングを施すことで、あえて特有の角張りを強調し3Dらしさを前面に押し出すという方式が取られた。

## バージョンB
アーケード版の初期バージョンでは準に致命的なハメ技（永久コンボ）が見つかり、デフォルトキャラクターをペクに入れ替えて準を使用不能にする店舗が続出したため、稼働から2か月後にハメ対策を施したVer.Bがリリースされた。ハメ対策以外でも細かい調整や仕様変更が行われている。
初期バージョンとの主な違いは以下の通り。
- ハメ技の排除
- 硬直時間やダメージの微調整
- タイムリリースキャラクターの解放条件を一定プレイ回数毎から一定稼働時間毎に変更
- 中ボスに新技を追加
- タイトル画面の変更（タイトルロゴにカズヤの顔のアップが入っている）
- 勝ち星を表すランプが赤色から緑色に変更
- デモ画面で戦っているキャラクターが2Pコスチュームになっている

Ver.Bは最初からタイムリリースキャラクターのワンとアーマーキングが解放された状態で出荷された。またVer.Bでは隠しコマンドの入力で全タイムリリースキャラクターを一斉解放させることが可能だった。
PS版は基本的にこのVer.B準拠で移植されている。

## 移植版

### PS版
アーケード版からおよそ半年後、Ver.Bを基に様々な追加要素を加えて家庭用に移植された。中でも「プラクティスモード」はタイミングが難しい「10連コンボ」を音とタイミングを表示させることで練習することができるようになっている。また、「サバイバルモード」、「チームバトルモード」なども追加されている。裏技としてデカ頭モード、主観視点モードなどポリゴンであることを生かしたモードも用意されている。
グラフィックの変化は一見した程度ではわかりにくいが、PS版はテクスチャあたりで使用されている色数がアーケード版の256色から16色に減色されている。また、アーケード版から一部キャラクターボイスが変更、削除された。
アーケード版ではタイムリリースだったキャラクターは、中ボス全10人は対応するそれぞれのデフォルトキャラクターでアーケードモードをクリアで、ボスの三島一八は前述の中ボスを全て出現させた状態でその中ボスのうちいずれか1人でアーケードモードをクリアで、最終ボスのデビルカズヤ（とエンジェル）は一八でアーケードモードをクリア、エキストラキャラクターのロジャー&アレックスは使用キャラクターは問わず、アーケードモードの3人目でグレイト勝ち（体力を僅かに残して相手をKO）することで次の4人目に必ず登場するロジャーかアレックスを倒すことで（クリアの必要はない）、それぞれ使用可能になる。また、中ボスを全員出現させると、タイトル画面がロゴに一八の顔が入ったVer. B準拠のものに変化。さらに、PS版オリジナルの要素として、全キャラクターを使用可能にすると、アーケード版ではCPU専用だったタキシードコスチュームの一八が使用可能になる（性能は通常の一八と同様）。
各デフォルトキャラクター（およびペク）のステージBGMは家庭用向けのリミックスバージョン（アレンジ版）が追加され、アーケード版で使用されていたオリジナル版BGMは設定画面から選択できる。アーケード版では一八とデビルカズヤのステージBGMは同じ曲だったが、アレンジ選択時のみデビルカズヤ用の新しい曲が流れる。またアーケード版ではペク以外の中ボスキャラクターに個別の曲がなく、対戦時も全て中ボスのステージBGMが流用されていたが、PS版では前作『鉄拳』の各ステージBGMが各キャラクターに割り当てられている（前作のベネチアステージのBGMのみ未採用で未収録）。
PS版のBGMは全てCD-XA規格で収録されているが、PS版エンディング曲 "Landscape Under The Ghost - KAMINANO" だけは、サウンド担当者の「音質を落としたくない」というこだわりからCD-DA音声で収録されている。なおエンディング曲の歌詞は大和言葉に聞こえるような架空言語で作られており和訳も存在する。歌っているのは白石玲子。
本作はPS用ゲームソフトとしては初のミリオンセラーを達成した。
2006年11月22日よりゲームアーカイブスにて配信開始（当初はPlayStation Portableのみ対応、2007年4月25日よりPlayStation 3に追加対応）。

### PS2版
2005年3月31日に発売された『鉄拳5』の「アーケードヒストリーモード」に『鉄拳』、『鉄拳3』と一緒にアーケード版『鉄拳2 Ver.B』の完全移植版が収録されている。あくまでもAC版の完全移植のため、PS版の追加要素は収録されていない。なお、タイムリリースキャラクターは最初から全員解禁されている。

## ストーリー
前大会より2年、三島財閥頭首となった三島一八が「The king of iron fist tournament 2」を開催。前回の出場者に加え、世界各地から新たな強者たちが名乗りを上げた。一八の目的は、私設部隊の強化と、前大会のあとで崖から投げ落として死んだはずの前頭首・平八をおびきだすことにあった。

## 登場人物
| デフォルトキャラクター - 三島平八（みしま へいはち） - 風間準（かざま じゅん） - 雷武龍（レイ・ウーロン） - ポール・フェニックス - マーシャル・ロウ - ニーナ・ウィリアムズ - キング - ジャック-2（ジャックツー） - 吉光（よしみつ） - ミシェール・チャン ボスキャラクター - 三島一八（みしま かずや） | 中ボスキャラクター - 李超狼（リー・チャオラン） - 王椋雷（ワン・ジンレイ） - ブルース・アーヴィン - クマ - 白頭山（ペク・トー・サン） - アンナ・ウィリアムズ - アーマーキング - プロトタイプ・ジャック - 州光（くにみつ） - 巌竜（がんりゅう） 最終ボスキャラクター - デビル / エンジェル |

条件を満たすことで追加されるキャラクター
- ロジャー / アレックス

## トリビア
- 『鉄拳2』は当初はブルースとレイが新キャラクターとして開発されていた。しかも当初はレイが「ジュン」の名前で日本人刑事の設定であった。それとは別に、韓国市場向けにペクが平行して開発されていた。しかし営業サイドより新キャラクターの一人を「初心者でも簡単に技が出せる」「女性キャラクター」にして欲しいという話が出て、それで新たに日本人女性キャラクターが作成され、「ジュン」の名前が日本人女性キャラクターに引き継がれて、レイは香港国際警察のキャラクターに設定変更された。そしてブルースは調整不十分のまま中ボスに回された。『ザ・プレイステーション』にはAC版『鉄拳2』制作中の写真として、準がBRUCE、レイがJUNのキャラクター名で表示されている写真が掲載されている。
- 前作のPS版には起動時に『ギャラガ』を遊べたが、本作もPS版において、当初は起動時のローディング中に遊べるおまけとして『スターブレード』が収録される予定だった。しかしながら開発技術の向上からロード時間が短くなり、凝ったミニゲームを入れたのではただでさえ余裕のないスケジュールがさらに圧迫される上に、かえって起動に時間がかかり本末転倒になることから没案となった。『ザ・プレイステーション』のムック本でもある公式攻略本の『鉄拳2 パーフェクトガイド』掲載のインタビューによると、「本来のゲーム部分の完成度を上げずしてどうする」と開発部内で声がかかっていたという。
- 前述の通り、本作『2』では『スターブレード』の収録が見送られたが、2005年発売のPS2版『鉄拳5』にてこの案が掘り起こされて急遽採用されることになり、晴れて収録された。さらに、『5』の本編である条件を満たすと、完全版まで遊べるようになる。
- アーケード版ではラストボス（タキシード姿）の一八と、プレイヤーキャラクターとして使える一八は、性能はまったく同一だが、内部処理的にはキャラクタースロットが分かれており別キャラクター扱いになっている。
- アーケード版でもPS版のタイムアタックモード同様、クリアタイムが記録されランキング上で集計されるが、設定が固定されている後者と異なり基板上で設定変更が可能なことも考慮して、初期設定の「2本先取」から変更されている状態で全面クリア、タイムがランクインした場合、タイムの末尾であるコンマ秒2桁の真後ろに、試合の先取本数の数が小さい数字で表記される（例：1本先取なら「（コンマ秒2桁）1」、3本先取なら「（コンマ秒2桁）3」）。これは前作『鉄拳』のアーケード版とPS版や次回作『鉄拳3』のアーケード版でも同様。